# Esteban Santiago Calvo
Esteban Santiago Calvo (Almendralejo, Badajoz, 28 de abril de 1931-Pamplona, 4 de enero de 2021) fue un catedrático de bioquímica, investigador y médico español.

## Biografía
Nacido en la localidad de Almendralejo (Badajoz), se trasladó a Sevilla para comenzar los estudios de Medicina en la Universidad de Sevilla, que concluyó en 1954 en la Universidad de Madrid.
Un año después de concluir la licenciatura inició su andadura investigadora en el Instituto de Metabolismo y Nutrición del Consejo Superior de Investigaciones Científicas (CSIC).
En 1956 realizó un curso de enzimología, dirigido por Alberto Sols. Posteriormente se trasladó a Estados Unidos donde, gracias a una beca, realizó estudios de Bioquímica en las universidades estadounidenses de: Nueva York, Chicago y Wisconsin. En esta última universidad, se doctoró en Bioquímica (1961) y permaneció como investigador un año. En 1962, regresó a España, para incorporarse a la Universidad de Navarra como profesor de Bioquímica.
Tras un breve etapa en la Universidad de Murcia, obtuvo la cátedra por la Universidad de Oviedo, donde permaneció hasta 1970. Ese año se trasladó definitivamente a Pamplona. En la capital foral compatibilizó su actividad docente en el Departamento de Bioquímica de la facultad de Medicina, con la investigadora en la Clínica Universidad de Navarra.
Considerado como un pionero en su disciplina, mantuvo contacto con diversos centros de investigación punteros en la investigación bioquímica, situados en el extranjero. Apasionado polígloto, cultivó entre otros idiomas el ruso y el vascuence.
Dirigió numerosas tesis doctorales y varios de sus discípulos ocuparon con el paso de los años cátedras de Bioquímica en diversas universidades españolas.

## Publicaciones
- Santiago Calvo,  E, y Goñi Urcelay, F, Fundamento de química orgánica, EUNSA, Pamplona, 1976, ISBN 84-313-0238-0
- Natalia López Moratalla, N y  Santiago Calvo, E., Ingenieria genética, Serv. public. Universidad de Navarra, Pamplona, 1982,ISBN  84-313-0756-0
- Santiago Calvo, E y López Moratalla, N, Mecanismos moleculares de la regulación enzimática, EUNSA, Pamaplona 1984, ISBN  84-313-0681-5
- Santiago Calvo, E y Goñi Urcelay, F., Fragmentos de fundamentos de química orgánica, Ulzama, Pamplona ISBN 84-96063-12-7

## Premios
- Gran Cruz de la Orden Civil de Alfonso X el Sabio (2003) en reconocimiento a su trayectoria.[8]